# Protaetia cuprea
Protaetia cuprea o Protaetia (Netocia) cuprea es una especie de coleóptero de la familia Scarabaeidae.

## Otros nombres
Es conocido también como, escarabajo de cobre (del inglés copper chafer) o escarabajo dorado variable (del alemán Variabler Goldkäfer).

## Distribución geográfica
Habita en el paleártico: Europa y Asia.

## Descripción
La característica de todos los escarabajos son las antenas en forma de abanico en la parte superior. Este escarabajo tiene un color básico verde con un brillo dorado o bronce y marcas blancas variables. Se diferencia del escarabajo rosa, en que tiene la cubierta de las alas más estrechas en la parte posterior. La parte inferior del escarabajo dorado variable es color violeta cobrizo. Tiene una longitud total de 14 a 23 mm.

## Forma de vida
El escarabajo dorado variable y sus parientes son hábiles voladores porque, a diferencia de otros escarabajos, pueden desplegar las alas traseras de piel suave, incluso cuando los élitros están cerrados, y así poder volar.
Como insecto diurno, el escarabajo dorado variable vuela casi exclusivamente cuando brilla el sol. Se puede encontrar en las flores de rosas silvestres, lilas, flores de umbela y otras, en la savia que brota de los árboles y también en frutos maduros. Las piezas bucales tienen apéndices en forma de cepillo que facilitan la ingestión de frutos rojos y alimentos con polen.
Las larvas a menudo viven en los nidos de la hormiga roja de madera, donde se alimentan de trozos de madera en descomposición. Aquí prefieren las partes más profundas de los nidos y son ignoradas por las hormigas. Dado que también se pueden encontrar en hormigueros abandonados, se demuestra que son simples inquilinos indiferentes de las hormigas.
En la seguridad de los nidos, crecen con humedad uniforme y pupan en un capullo después de dos o tres años. Las larvas son la razón por la que los jabalíes a menudo se esconden en los hormigueros en busca de estas delicias.
Recientemente, el escarabajo dorado variable ha descubierto montones de compost como el sitio óptimo de desarrollo para las larvas.
Las larvas viven en simbiosis con ciertos microorganismos que viven en su recto, descomponen enzimáticamente la celulosa y pueden utilizarla como fuente de carbohidratos. Para poder digerir la celulosa, dependen de las bacterias en su recto. El intestino posterior de la larva sirve como una "cámara de fermentación" y se reconoce externamente por su forma hinchada y su color oscuro.

## Hábitat
El escarabajo dorado variable habita capas de bosques ricas en flores, claros de bosques con especies de arbustos nativos, pero también jardines y parques ricos en flores, si hay oportunidades de desarrollo para las larvas en el área.

## Fenología
El escarabajo dorado variable es de vida corta y se puede observar de mayo a julio (en Europa). El período de desarrollo dura alrededor de dos a tres años.